# Línea E4 (Córdoba)
Línea E4 era una línea de transporte urbano de pasajeros de la ciudad de Córdoba, Argentina. Deja de prestar servicio por la empresa Ciudad de Córdoba en febrero de 2014, tras la implementación del nuevo sistema de transporte de colectivos.

## Recorrido
De Don Bosco a Renacimiento. 
 Servicio diurno.
- Ida: desde calle Gandhi al 500 - Costamagna - Vespignani - Ardizzone -  Mascardi - Pagliere - Gandhi - Ejército Argentino - Don Bosco - Azpeitía - Concejal Peñaloza -  Duarte Quirós - Misiones - Caseros - Corro - Fragueiro – Av. Colón - Olmos - Bv. Guzmán - Bv. Perón - Agustín Garzón -  Bernardo de Yrigoyen - Argandoña - Pedernera -  Monteagudo - Learte -  Blas Parera - Cartechini -  De la Riestra - Ramos Mejías - Lemos y Bravo.

- Regreso: desde Bravo  y Lemos - Ramos Mejías - De la Riestra -  Cartechini - Blas Parera - Learte - Monteagudo - Pedernera - López y Planes - Pellegrini - Entre Ríos - Concordia - Agustín Garzón - Bv. Juan Domingo Perón -  San Jerónimo - 27 de Abril - Paso de los Andes - Duarte Quirós - Juana Azurduy - Azpeitía -  Don Bosco -  Calle sin nombre - Av. Colón - Ejército Argentino - Gandhi - Pagliere - Mascardi - Ardizzone - Vespignani - Costamagna - Gandhi al 500.

## Normativa sobre intercambio o traspaso
- Los pasajeros de las líneas A, A2, A3, E4 o E7, podían realizar la modalidad de intercambio o traspaso entre sí en el área central; el costo era de un viaje simple.
- El tiempo entre el descenso y ascenso a la segunda unidad, era de 60 minutos y el medio de pago era la tarjeta electrónica.